# Acronia
Genre
Acronia est un genre de coléoptères de la famille des Cerambycidae.

## Liste des espèces
Selon GBIF (19 mai 2024) :
- Acronia luzonica Schultze, 1934
- Acronia nigra Breuning, 1947
- Acronia perelegans Westwood, 1863
- Acronia pretiosa Schultze, 1917
- Acronia roseolata Breuning, 1947
- Acronia strasseni Schwarzer, 1931
- Acronia vizcayana Vives, 2009
- Acronia ysmaeli Hüdepohl, 1989

## Systématique
Le nom valide complet (avec auteur) de ce taxon est Acronia Westwood, 1864,. Le genre a été créé en 1864 par l'entomologiste et archéologue britannique John Obadiah Westwood. Certaines sources donnent 1863 mais, bien que la publication ait été lue en septembre en 1863, elle n'a été publiée qu'en janvier 1864.

### Publication originale
- (la + en) J. O. Westwood, « Descriptions of some new Species of Exotic Longicorn Beetles », Transactions of the Royal Entomological Society of London, Royal Entomological Society, vol. 11, no 8,‎ janvier 1864, p. 625-635 (ISSN 0035-8894 et 2056-5259, OCLC 1125695995, DOI 10.1111/J.1365-2311.1864.TB00612.X, lire en ligne).